# Sant Esteve de Castellar Vell
Sant Esteve de Castellar Vell és una església romànica del segle xi, amb diferents ampliacions en època gòtica i posteriors, situada al municipi de Castellar del Vallès (Vallès Occidental) inclosa en l'Inventari del Patrimoni Arquitectònic de Catalunya.

## Situació
El conjunt arquitectònic de Sant Esteve de Castellar Vell es troba en el paratge conegut com a Castellar Vell, puig de Castellar Vell o puig Castellar situat a 309 metres sobre el nivell del mar a la riba dreta del riu Ripoll. Aquest indret el forma una esplanada envoltada per importants barrancades tallades per torrents: el de Sant Antoni a l'oest i el torrent de Miralles per la zona que limita amb el Castell de Castellar.

## Descripció

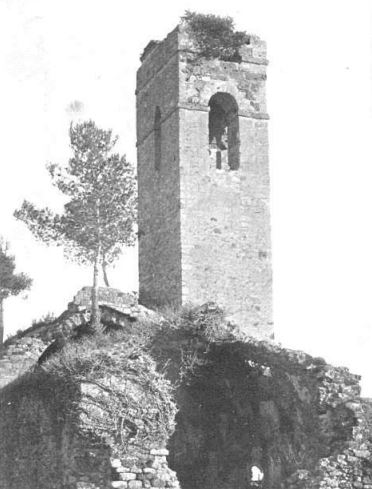
Any 1905

L'església forma part d'un conjunt arquitectònic, arqueològic i natural format per l'església de Sant Esteve de Castellar Vell, les runes del mas de la rectoria i un vilatge altmedieval.
Edifici romànic-gòtic de planta rectangular en forma de creu orientada Oest-Est amb 3 sectors diferenciats: nau, capçalera i absis amb capelles laterals, i campanar. La nau és la part més antiga: és de planta rectangular amb volta de canó i amb absis semicircular, el segon cos afegit són les capelles laterals i el transsepte, de caràcter gòtic amb volta i arcades ojivals. L'últim sector és el campanar de planta rectangular, amb una finestra de mig punt a cada cara, i dues finestres geminades amb arc apuntat a la cara sud.
A l'interior, a la volta gòtica del transsepte, hi ha les restes d'unes pintures murals molt deteriorades, encara que també se'n poden apreciar a la volta de la part romànica. Com s'observa en diferents punts, l'església era interiorment pintada de color blanc, sobre el qual es marcaren, en negre, uns carreus rectangulars. A la part central de la volta gòtica es veuen restes de pintura policroma que formen una estrella de tipus geomètric, una rosàcia estilitzada i una sèrie d'entrellaços ja molt esborrats. Els colors són de magre i un to blavós, i segurament d'altres que es confonen ara en una sèrie de grups de taques en la zona més pròxima a la capçalera.

## Història

### La documentació escrita
La documentació dels segles X-XI, principalment del Diplomatari de Sant Llorenç del Munt i el Cartulari de Sant Cugat del Vallès, permet situar amb més o menys precisió tot un conjunt de terres, població, castells, esglésies i accidents geogràfics en l'àrea compresa entre el puig de Castellar Vell i el turó del Castell de Castellar.
La primera referència al poblament la trobem en un document del 912, quan es compren unes terres situades en el castell de Castellar, seguida per diverses referències els anys 947 i 955 al kastrum castellare i al termino de castellare. La documentació indica que els primers assentaments altmedievals del terme se situarien a la riba dreta del Ripoll conformant petits nuclis pagesos al llarg dels segles x i xi anomenats Miralles (any 977), vil·la d'Alii i l'església de Sant Martí (1035), la Muntada (1052), Cabrafic i Manifacera (1081). Pel que fa al puig de Castellar aquest surt àmpliament esmentat durant els anys 1050-59 a partir de diferents vendes de terres cases i sitges del lloc de la Muntada que limita amb el puig de Castellar.
Pel que fa a l'església de Sant Esteve la trobem documentada per primera vegada l'any 1014 amb relació a una venda de terres de "Sancti Stephani" que es fa al terme del Castell i posteriorment s'anomenen les Cases de Sant Esteve de Castellar en la còpia d'un document de l'any 1029. L'any 1037 es documenta el jurament del testament de l'abat Borrell del monestir de Sant Llorenç del Munt sobre l'altar de Sant Esteve. En el transcurs de l'any 1052 l'església de Sant Esteve va ser comprada per l'abat Oleguer de Sant Llorenç del Munt al bisbe Guislabert I de Barcelona, pel preu de trenta onzes d'or puríssim. L'any 1098 quedà inclosa dins de les propietats del monestir de Sant Cugat i novament torna al Bisbat de Barcelona el 1117 gràcies a les gestions del bisbe Oleguer de Barcelona. El bisbe Ponç de Gualba el 1331 torna a determinar la propietat de l'església al Monestir de Sant Llorenç del Munt. L'any 1561 els drets sobre Sant Esteve passen del Monestir de Sant Llorenç de Munt, ja en plena decadència, a l'església de Santa Maria del Pi de Barcelona gràcies a una agregació canònica que fou decretada pel Papa Pius IV el 17 de novembre d'aquell any.
Fins a les darreries del segle xviii mantingué el culte i fou parròquia fins que el 1723, una comissió de veïns de Tolosa, l'antic nucli de la Sagrera de les Fàbreges situat a l'altra riba del Ripoll, demana al bisbat la construcció d'una nova església per traslladar la parròquia donats els inconvenients que suposaven desplaçar-se des del nucli de la població de Tolosa fins a Castellar Vell. A partir del 1775 es construí, sobre el solar de la capella de Sant Iscle i Santa Victòria de les Fàbregues, la nova església de Sant Esteve de Castellar on hi ha actualment el poble de Castellar del Vallès i es troba la parròquia de Castellar.

### La documentació arqueològica
Les diferents intervencions arqueològiques dels anys 1996, 1996, 2000 i 2001, ens mostren una dinàmica històrica i una evolució del conjunt dividida en sis fases:

#### Fase I: la necròpoli i el sitjar altmedievals dels segles IX-X.
Situat sota l'església romànica i afectat per aquesta es troba un cementiri d'època altmedieval dels segles IX-X. En aquest cementiri s'han pogut localitzar fins a una trentena d'enterraments amb unes característiques que el fan atribuïble al mateix període dels de les esglésies de Sant Menna a Sentmentat, de Polinyà o l'església de Sant Julià d'Altura a Sabadell, totes dels segles IX-X.
Les sepultures es troben excavades a l'argila a gran profunditat, amb un reclau per encaixar-hi cobertes de pedra o fusta i presenten un perfil que s'ajusta al cos de l'inhumat, pel que es consideren sepultures de tipus antropomorf. Els individus inhumats estan orientats amb el cap a l'oest i els peus a l'est, amb l'esquena a terra, els braços als laterals i en algun cas amb el braç semiflexionat sobre el coxis. Les sepultures estan disperses de forma estructurada dins el cementiri, formant agrupacions de dos i tres enterraments situats de forma paral·lela.
La situació d'aquesta necròpolis sota l'església medieval podria indicar l'existència d'una antiga església preromànica de la qual no s'han trobat les restes. La menció de l'església al document del 1014 pot estar relacionada amb l'existència d'un temple preromànic que estaria vinculat amb el vilatge altmedieval situat a l'oest de l'esplanada de Castellar Vell.
En aquesta mateixa fase també s'han documentat un conjunt de sis sitges d'emmagatzematge que s'escampen pel voltant de l'àrea. La seva distribució i característiques morfològiques mostren dos conjunts diferenciats, un que podia relacionar-se amb l'espai d'emmagatzematge de l'església preromànica i l'altre vinculat a les estances del vilatge altmedieval.

#### Fase II: L'església romànica i la necròpolis dels seglesxiixii
Al segle xi es construí una església romànica d'absis semicircular i nau rectangular coberta per una volta de canó seguit generada per un arc de mig punt i reforçada per arcs torals. La porta d'accés, un arc de mig punt amb dovelles treballades de pedra tosca, estaria situada en el mur sud, mentre que la il·luminació es feia a través de quatre finestres dobles esqueixades i arc semicircular de mig punt amb dovelles també de pedra tosca. Pel que fa al mètode constructiu de la nau aquesta és fet amb pedra de riu poc treballada disposada en fileres horitzontals poc uniformes. Les excavacions arqueològiques localitzaren els fonaments d'un campanar de torre quadrada al costat sud de la nau sota l'actual campanar que molt probablement estiguí en ús fins al segle xv quan s'eixamplà i es realçà.
Els fonaments de l'absis de l'església romànica s'assenten sobre el cementiri preromànic, fet que generà la necessitat d'un nou cementiri. Aquest se situà als voltants del nou absis i fou intensament utilitzat fins que a mitjans del segle xii la construcció d'una nova capçalera triabsial (fase III) forçà de nou el trasllat del cementiri. Aquesta necròpoli romànica s'utilitzà des d'inicis del s. XI fins a la meitat del s. XII. Els prop de 200 enterraments documentats presenten característiques tipològiques d'aquest període medieval: tombes individuals primàries, excavades en fossa simple d'extrems gairebé arrodonits, excavades a terra i amb coberta de lloses i fusta. La major part de les inhumacions presentaven una orientació oest-est amb l'esquena a terra i els braços al costat o amb un d'ells semiflexionat sobre el coxis.
En aquesta fase es documenta la senyalització de les tombes mitjançant la col·locació de pedres verticals a la seva capçalera i la construcció de cobertes fetes d'obra amb pedres i morter. En alguns casos les cobertes presentaven fragments de molins hidràulics reutilitzats possiblement del vilatge altmedievals. La distribució i superposició de les tombes indicaria diferents moments d'ús intensiu al llarg d'aquests 150 anys de la necròpoli.
Cal remarcar que durant les intervencions arqueològiques es localitzaren dues sitges dins de l'església als peus de la nau, una de petita i a tocar una altra de grans dimensions amb un diàmetre de 2,5 metres i una fondària de 3 metres. Els investigadors apunten que la ubicació dels graners eclesiàstics, però, se situarien en un altre indret, fora de la nau de l'església.

#### Fase III. La capçalera tardoromànica i l'ampliació de mitjans delseglexii
Durant aquest període es constata l'ampliació de l'església cap a l'est amb la construcció d'una nova capçalera monumental de tres absis, fet que provocà el desmantellament de l'absis romànic i la construcció de la nova capçalera altre volta sobre la necròpoli. La documentació escrita conservada apunta que en 1162 l'església ja presentava la nova capçalera amb els tres absis. La nau romànica s'amplia amb una coberta de volta de canó seguit apuntada que enllaça amb l'absis principal de planta rectangular. Els absis laterals, també de planta rectangular i amb coberta de canó apuntada, s'obren a la nau a través d'un ampli arc de mig punt. Les set finestres d'aquest període són idèntiques, de doble esqueixada amb arc de mig punt i fetes de pedra tosca. Durant aquesta fase s'obrí una nova porta a ponent, que fou arrencada probablement durant l'abandó i desmantellament de l'església en 1773. El tipus de construcció dels murs i les finestres fan recordar l'estil romànic mentre que els paraments presenten pedres ben treballades i col·locades en filades horitzontals molt regulars. Seria molt possible que la intenció de les obres d'aquesta fase fora la renovació total de l'església, però per alguna raó no es dugué a terme i la unió entre la nau romànica i la nova capçalera triabsial no quedà ben resolta. La nau mantingué la volta de canó romànica de mig punt mentre que la capçalera, més alta, presenta una coberta de mig punt, deixant un considerable espai obert entre les dues.
Pel que fa a la necròpoli d'aquest període, aquest es devia ubicar i desplaçar cap a un altre indret, ja que les obres d'ampliació de la capçalera triabsial suprimiren el cementiri anterior.

#### Fase IV: l'església l'època baixmedieval (segles XIII-XV)
En aquesta època s'engrandeix i es realça el campanar romànic anterior construint-ne un de nou d'estil gòtic aprofitant la paret nord que posteriorment serà desmuntat pel nou i darrer campanar del s. XVI.
Durant les excavacions arqueològiques es documentà un mur situat a l'exterior de l'església pel seu costat sud i que estaria en relació amb l'edifici de la Rectoria. Aquesta construcció, que se sap que ja existia al s. XV, estaria recolzada parcialment al temple pel costat sud. Actualment encara s'hi poden observar algunes restes.

#### Fase V: l'església durant l'època moderna (segles XVI-1773)
Durant aquest període s'han pogut documentar a l'interior de l'església la construcció de dos vasos funeraris fets d'obra amb pedra i morter i una volta de rajols. Situats a ambdós costats de l'absis, en els absis laterals, van ser buidats en 1773 amb el trasllat de les restes òssies cap a la nova església de Sant Esteve de Castellar.
També cal destacar d'aquest període la construcció d'una petita estructura subterrània citrcular amb un pou d'accés situada al costat oest de l'absis lateral sud al costat de la porta del campanar. Per les seves característiques aquesta estrucrtura podria ser un amagatall per ocultar els objectes de valor de l'església.
El campanar es va modificar de nou a mitjans del segle xvi respectant la planta rectangular i amb pedres ben escairades. La part superior és voltada per dues petites cornises com a decoració. A cadascuna de les cares del campanar hi ha una finestra allargassada, a la banda sud la finestra és doble. Dues són d'arc de mig punt i les altres són de caràcter ogival.

#### Fase VI: l'abandó de l'edifici i el seu ús fins al segle XX
Amb el trasllat de la parròquia al nucli de Tolosa en 1773, l'església fou desmantellada en part per la construcció del nou temple de Sant Esteve de Castellar. Tanmateix el vell temple patí l'expoli de carreus, obertures, etc. així com d'excavacions furtives, produint-se un greu nivell de degradació. Durant el segle xix l'edifici va ser utilitzat per a diferents funcions relacionades amb les tasques agrícoles del voltant: tancat pel bestiar, magatzem déines i llenya, etc.
No fou fins al darrer quart del s. XX que s'encetaren les obres de consolidació i restauració de l'església, tal com la trobem avui dia.

### La restauració de l'església
L'any 1974 amb motiu de la publicació de la Història de Castellar de Mn. Agustí Deulofeu, va promoure l'interès per preservar-ne les restes i recuperar-ne l'indret. El 9 de desembre de 1974 es van convocar 20 persones per formar la comissió Pro Castellar Vell. La primera gestió fou esbrinar la propietat del terreny i el rector Joan Bernadas Torné va mediar perquè el bisbat el cedís al municipi.
L'any 1978 es va constituir l'entitat Amics de Castellar Vell, com a hereva d'aquesta comissió inicial i des de llavors es van engegar les tasques de conservació i condicionament de l'indret i de l'edifici, i l'organització d'un aplec anual. A través de la iniciativa de l'entitat Amics de Castellar Vell, que van aconseguir la col·laboració econòmica de l'Ajuntament de Castellar del Vallès i del Departament de Cultura de la Generalitat de Catalunya, entre 1984 i 1985 es va fer la primera restauració de l'edifici a càrrec del constructor Jaume Casanovas, segons la supervisió de l'arquitecte municipal Miquel Planas, i l'aparellador, Jordi de Mier. L'objectiu era tapar els esvorancs de l'absis i de la cara sud del campanar, i les grans obertures laterals de la capçalera, refer els pilars de les dues capelles laterals i els murs de sota l'escala del campanar i construir les dues arcades que faltaven a la part més antiga (la volta romànica es va esfondrar a causa del furt dels carreus de tosca que la sustentaven), i es construïren dos graons d'entrada amb unes pedres procedents dels antics safareigs de la Baixada de Palau. 
Paral·lelament es localitzaren restes de ceràmica del segle xvii i una llosa sepulcral dels segles XV i XVI i una gruta subterrània de la qual no es coneix l'entrada original, però sí pràcticament tot el recorregut d'uns 20 metres de llargada i 7 de profunditat. El passadís, bastant estret, presenta una cambra al tram mitjà i una altra a la part final; les dues presenten podi. Al llarg del recorregut es troben diferents fornícules a les parets, algunes inscripcions, i unes dates, 1710, 173?. 